# Рагу
Рагу́ (фр. ragoût; от фр. ragoûter — «возбуждать аппетит») — блюдо из небольших кусочков тушёного мяса, рыбы, птицы, дичи, овощей или грибов, часто в густом соусе. Появившись как заимствованное слово для обозначения иностранного блюда, рагу закрепилось в русском языке как название подобного рода блюд. Впервые упоминается уже у Радищева.
В итальянской кухне рагу (итал. Ragù) — густой мясной или рыбный соус для пасты. От французского тёзки отличается, как правило, более измельчёнными ингредиентами. Классическим примером является ragù alla bolognese (соус болоньезе).

## Состав
Для белого рагу, бланкета (фр. blanquette), используется светлое мясо (курятина, телятина). Похлёбкин рекомендовал использовать только молодое мясо, считая, что представление о рагу как о любом блюде из мяса с костями дискредитирует саму идею этого блюда.
По всей видимости, Похлёбкин, живший в 1923—2000 годах, имел в виду советскую традицию называть словом «рагу» тушёное мясо с костями — в противоположность гуляшу, который в советской кухне представлял собой тушёное с томатной подливкой мясо без костей.
Один из видов рагу — соте (фр. saute — прыжок, скачок). Вид рагу, приготовляемого из быстроварких сортов мяса, птицы или дичи или даже из рыбы и грибов, по примерно одинаковому принципу — вначале подготовка (обработка, выстаивание в маринаде), с целью облегчить и ускорить тепловую обработку, затем — сравнительно быстрая тепловая обработка. Между предварительной и тепловой обработкой соте — всегда экспозиция от получаса до двух, во время которой продукт «зреет». Отсюда и название — «скачок», потому что приготовление идет не непрерывно, а прерывается, следовательно, скачкообразно. Соте делают из телячьей или гусиной печёнки, бекасов, цыплят, камбалы.

## Национальные разновидности блюда
Блюда, приготовляемые схожим с рагу образом, имеются у многих народов. Наиболее известны из них немецкая закуска рагу фин, рагу по-цюрихски, фрикасе или итальянское болонское рагу. Французское рагу из баранины и репы — наварен. В Окситании готовят сиве, которое загущают животной кровью. Из зайчатины в Европе готовят заячье рагу, также с добавлением животной крови для загущения соуса.
Овощное рагу во французской кухне называется рататуй.
Гуляш и бефстроганов также относят к рагу.
На Британских островах блюда, родственные рагу, называются стью, наиболее известное из которых — ирландское рагу. Также к рагу можно отнести немецкое блюдо айнтопф.
В Японии традиционной едой сумоистов является тянконабэ.
В Кот-д'Ивуаре готовят кеджену — пряное рагу из курицы или цесарки с овощами.
В российской торговле полуфабрикатами под «рагу» обычно понимается нарезанное сырое мясо с костями (например, грудинка или хребет), которое стоит в два-три раза дешевле более качественных сортов мяса. Соответственно, тем же словом называется второе блюдо, приготовленное из такого мяса.
Рагу, изготовленное из костей практически без мяса, в разных советских сообществах называлось «Рагу по-студенчески», «Рагу по-журналистски», «Рагу по-учительски».